# امگائون
امگائون (به انگلیسی: Amgaon) یک منطقهٔ مسکونی در هند است که در مهاراشترا واقع شده‌است.

## خصوصیات
امگائون ۲۱۱ متر بالاتر از سطح دریا واقع شده‌است.